# Handbook of Texas
A Texas State Historical Association (TSHA) amerikai nonprofit oktatási és kutatási szervezet, amely Texas történelmének dokumentálása mellett kötelezte el magát. Az egyesült államokbeli Austinban (Texas, Egyesült Államok) alapították 1897. március 2-án. A TSHA 2008 novemberében Austinból a texasi Dentonban található Észak-Texasi Egyetemre költözött. 2015-ben az irodákat ismét az austini Texasi Egyetemre költöztették.

## Története
1897. február 13-án tíz személy gyűlt össze, hogy megvitassák egy nonprofit szervezet létrehozását Texas állam történelmének előmozdítására. 1893. március 2-án George Pierce Garrison, a Texasi Egyetem történelem tanszékének elnöke vezette az egyesületet létrehozó szervezeti ülést. 1893. március 2-án a TSHA első elnökévé Oran Milo Robertset választotta. Roberts mellett a TSHA alapító tagjai közé tartozott Guy M. Bryan, Anna Pennybacker, Bride Neill Taylor és Dudley G. Wooten. Az alapító ülésen körülbelül húsz-harminc személy vett részt, Az alapítók egyike volt John Henninger Reagan.
A TSHA ezen első hivatalos gyűlésén férfiak és több nő is részt vett, akik alapító tagok lettek.
Ezen az első ülésen George P. Garrison amellett érvelt, hogy a Texasról szóló levéltári anyagot meg kell őrizni. Az ülésen tisztségviselőket választottak, és a John Salmon Ford által „hölgytagoknak” nevezett személyek körüli vita miatt Ford kiviharzott az ülésről. Ford módosítani akarta a TSHA alapszabályát, hogy a „tagok” helyett „hölgytagok” szerepeljenek, ha a résztvevők nők. Garrison ellenezte a változtatást, és végül Taylor szólalt fel, és egyetértett azzal, hogy nincs szükség változtatásra. Fordot nem lehetett lecsillapítani, és miután ráordított Taylorra: „Asszonyom, a maga brassói talán bejuttatják az egyesületbe, de a jelenlegi formájában soha nem lesz joga bejutni a paragrafus alapján”, a „hölgytagok” létrehozására vonatkozó módosítását a többiek egyhangúlag elutasították a gyűlésen. A többi alapító tag károsnak tekintette Ford távozását, aki politikai befolyására számított a csoport támogatásában.
Az első elnök Oran Milo Roberts lett, alelnöknek Wootent, Bryant, Julia Lee Sinkset és Charles Corner-t választották. 1897-ben a tagdíj évi 2 dollár volt.
A TSHA Austinban tartotta éves találkozóit. 1897. június 17-én tartották az első éves találkozót, melynek témái többek között a következők voltak: „A cserokék kiűzése Kelet-Texasból”, „A goliadi mészárlás utolsó túlélője”, „A Veramendt-ház”, „Thomson titkos átjárása Nacogdoches körül” és „Texas megszűnt megyéi” Csoportos üzleti találkozó is volt.
1928-ra a TSHA-nak 500 tagja volt.

## Elnökök
A TSHA elnökei:
- Oran M. Roberts (1897–1898)
- Dudley G. Wooten (1898–1899)
- John H. Reagan (1899–1905)
- David F. Houston (1905–1907)
- Alexander W. Terrell (1907–1912)
- Zachary T. Fulmore (1912–1915)
- Adele Briscoe Looscan (1915–1925)
- T. F. Harwood (1925–1929)
- Alex Dienst (1929–1932)
- W. R. Wrather (1932–1939)
- Harbert Davenport (1939–1942)
- L. W. Kemp (1942–1946)
- Pat Ireland Nixon (1946–1949)
- Earl Vandale (1949–1951)
- Herbert P. Gambrell (1951–1953)
- Claude Elliott (1953–1955)
- Paul Adams (1955–1957)
- Ralph W. Steen (1957–1959)
- Merle M. Duncan (1959–1962)
- Fred R. Cotten (1962–1964)
- George P. Isbell (1964–1965)
- J. P. Bryan, Sr. (1965–1967)